# Rue Baumanskaïa
La rue Baumanskaïa (en russe : Бауманская улица) est une rue de Moscou.

## Situation et accès
Elle est située dans le district administratif central de Basmanny. 
la rue est accessible par :
- Station de métro : Baumanskaïa
- Tramway de Moscou : Б, 37, 45, 50
- Autobus de Moscou : 425, 440

## Origine du nom
Elle rend honneur à Nikolaï Ernestovitch Bauman, révolutionnaire bolchevik.

## Historique
Elle a été dénommée rue Nemetskaïa (rue Allemande) jusqu'en 1922. car elle se situe dans l'ancien quartier allemand de la ville, la Nemetskaïa sloboda.
Au XVIIe siècle, selon le décret du 4 octobre 1652, les étrangers non-orthodoxes devaient habiter cette zone située en dehors de la ville à l'époque.
La principale rue de la sloboda était la rue qui a été rebaptisée Baumanskaïa en 1922. À la fin du XIXe siècle, il a été proposé de modifier le nom de la rue en rue Pouchkine parce que la maison natale du poète né en 1799 pourrait bien être celle du n°40.

## Bâtiments remarquables et lieux de mémoire

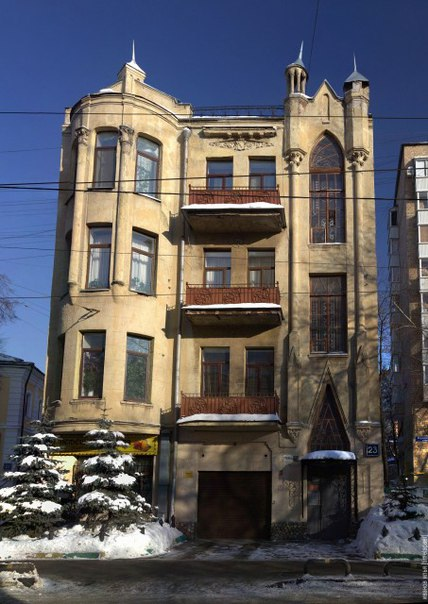
Maison de rapport Frolov, 23 rue Baumanskaïa à Moscou

- № 13, maison d'habitation dans laquelle, depuis 1993 sont installés des artistes du groupe L'art ou la mort à la Galerie Baumanskaïa.
- № 23, Maison de rapport Frolov (1914, architecte Viktor Mazyrine)[3].
- № 17 au croisement de la rue de la Radio : Centre Igor Grabar de restauration scientifique et artistique de Russie.
- № 40 : école où ont été formées des unités des milices populaires en 1941. La maison d'habitation qui se trouvait à cet emplacement est l'un des lieux probables de naissance du poète Alexandre Pouchkine le 26 mai 1799. Une plaque commémorative y est apposée.
- № 53 : la maison Anne Mons (ru) est un palais du XVIIe siècle, seule habitation conservée de la sloboda allemande. La légende associe le bâtiment au nom d'Anne Mons, favorite de Pierre Ier le Grand, et également aux guérisseurs du tsar, les Van der Gulst père et fils. L'état du monument nécessite des travaux depuis plusieurs années et depuis 2020 il semble que la vente du bâtiment pourrait assurer sa préservation[4],[5].
- № 58/3, maison Chtchalova, construite à la fin du XIXe siècle par l'architecte A. S. Kaminski avec la participation de Franz Schechtel. Une plaque commémorative est apposée sur le mur de la maison avec ces mots : « Ici le 31 octobre 1905 a été brutalement tué par un agent de la garde impériale un membre de l'organisation bolchévique du nom de Nikolaï Ernestovitch Bauman »[6].